# Eudactylina minuta
Eudactylina minuta är en kräftdjursart som beskrevs av T. Scott 1904. Eudactylina minuta ingår i släktet Eudactylina och familjen Eudactylinidae. Inga underarter finns listade i Catalogue of Life.